# Nadia Power
Nadia Power (11 de enero de 1998) es una deportista de Irlanda que compite en atletismo. Ganó una medalla de bronce en el Campeonato Europeo de Atletismo Sub-23 de 2019, en la prueba de 800 m.